# Протоформиоз

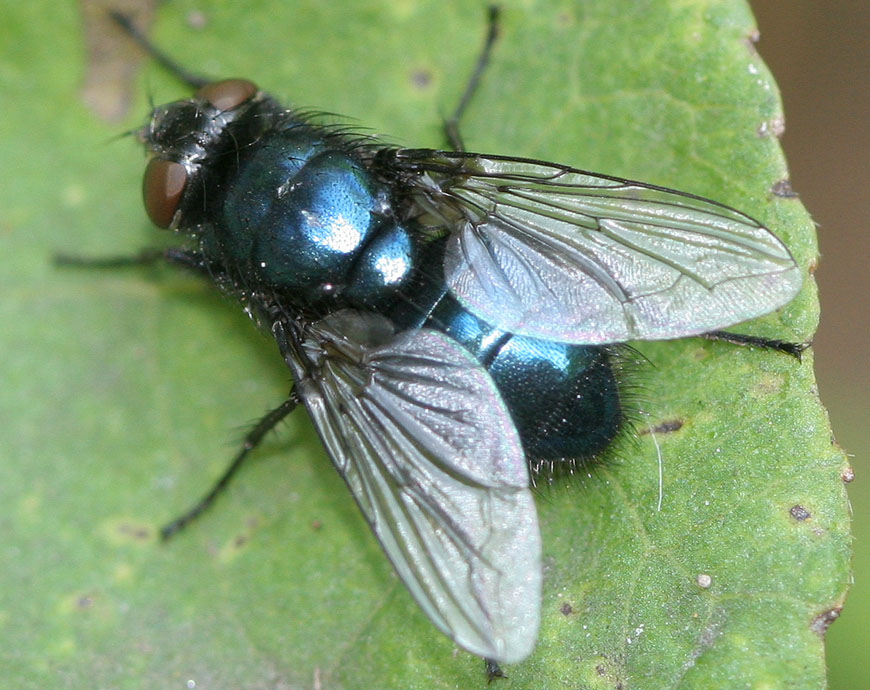
Protophormia terraenova

Протоформиоз (Protophormiosis) — факультативный тканевый миаз, вызванный личинками Protophormia terraenova.
Возбудитель — Protophormia terraenova (Robineau-Desvoidy, 1830) (сем. Calliphoridae, отр. Diptera). Имаго имеет размер от 7 до 12 мм в длину. Личинки белые; длина варьируется в зависимости от личиночного возраста, 1-го возраста до 2,63 мм, а 3-го до 11,87 мм.
Личинки P. terraenovae могут паразитировать у крупного рогатого скота, овец, оленей и человека. Болезнь редко встречается и в России.
У человека, личинки P. terraenovae могут паразитировать в ушах (см. Отомиаз) и в язвах кожи (см. Кожный миаз).
См. также Энтомозы.